# Анна Люксембургска
Анна Люксембургска (на немски: Anna von Luxemburg; Anna von Böhmen; * 1319, † 3 септември 1338) от род Люксембурги, е принцеса от Бохемия и чрез женитба херцогиня на Херцогство Австрия.

## Живот
Дъщеря е на чешкия крал Ян Люксембургски (1316 – 1346) и първата му съпруга Елишка Пршемисловна (1292 – 1330), дъщеря на Вацлав II. Сестра е на император Карл IV (1316 – 1378).
Анна се омъжва през февруари 1335 г. в Зноймо за херцог за Ото IV „Веселия“ от Австрия (* 23 юли 1301, † 17 февруари 1339). Той е най-малкият син на римско-немския крал Албрехт I († 1308) от род Хабсбурги и Елизабета Тиролска от род Горица-Тиролските Майнхардини. Тя е неговата втора съпруга.
Анна умира на 3 септември 1338 г. и няма деца.